# Законодавчий відділ Кабінету Міністрів Японії
Законодавчий відділ Кабінету Міністрів (яп. 内閣法制局, ないかくほうせいきょく, найкаку хосей-кьоку; англ. Cabinet Legislation Bureau) — центральний орган виконавчої влади Японії, складова Кабінету Міністрів і його допоміжна установа.

## Історія
Заснований 1875 року як Законодавчий відділ (яп. 法制局, ほうせいきょく, хосей-кьоку), допоміжна установа Великої державної ради. З 1885 року перейшов під контроль Кабінету міністрів. 1 липня 1962 року перейменований на Законодавчий відділ Кабінету Міністрів Японії.

## Законодавчі повноваження
Згідно з законом про заснування Законодавчого відділу Кабінету Міністрів від 1962 року відповідає за законодавчу політику уряду: займається складанням необхідних законопроєктів для подання Парламенту, перевіряє і редагує законодавчі акти і постанови Кабінету Міністрів, аналізує японське і міжнародне законодавство. Допомагає порадами в роботі прем'єр-міністру Японії та міністрам Кабінету міністрів. 

## Керівництво
Очолюється головою, який затверджується головою Парламенту. 